# University of Pretoria Football Club
L'University of Pretoria Football Club, meglio noto come University of Pretoria, è una società calcistica sudafricana con sede nel sobborgo di Hatfield, della città di Pretoria. Milita nella National First Division, la seconda serie del campionato sudafricano.

## Storia
L'Università di Pretoria ha fondato la propria società calcistica nel 2002, dove ha esoridito nella SAFA Gauteng South Division. Nella stagione 2003-2004 l'Università ha acquisito il titolo sportivo del Pretoria City FC, con il quale ha potuto esordire in Second Division.
Nella stagione 2004-2005, dopo aver terminato al primo posto il loro girone provinciale, hanno successivamente vinto i play-off e sono stati promossi in National First Division.
Nella loro prima stagione in seconda serie, l'università si è classificata nelle prime posizioni, qualificandosi per i play-off per la promozione in massima serie. Contemporaneamente nella stagione 2008-2009 la società ha raggiunto la finale della Coppa del Sudafrica, persa per 0-1 contro il Moroka Swallows.
Nella stagione 2011-2012 il club ha conquistato il titolo della National First Division, ottenendo la promozione in Premier Division.
Nella stagione 2014-2015 si sono classificati al 13º posto, mentere nella stagione seguente hanno terminando al 15º posto, dove hanno perso i play-out e sono retrocessi in National First Division. Nelle tre stagioni successive, il club si è classificato in posizioni di metà classifica, senza entrare nella lotta per la promozione in massima serie.

## Strutture

### Stadio
Disputano le gare interne al Tuks Stadium, che ha una capienza di 8 000 posti a sedere.

### Centro alte prestazioni

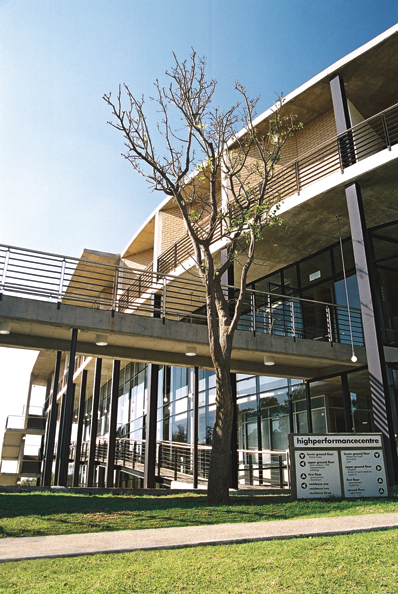

## Palmarès

### Competizioni nazionali
- National First Division: 1

2011-2012
- Second Division: 1

2003-2004

### Competizioni giovanili
- Reserve League: 1

2014-2015